# Marlow (Buckinghamshire)
Marlow ( /ˈmɑrloʊ/; históricamente Great Marlow (Gran Marlow) o Chipping Marlow) es un pueblo y parroquia civil en el sur del condado de Buckinghamshire, Inglaterra. Está ubicado al lado del Río Támesis, 4 millas (6,4 km) al SSO de of High Wycombe, 5 millas (8 km) ONO de Maidenhead y 33 millas (53,1 km) O del centro de Londres. Tiene una población estimada a mediados de 2016 de 15 067 habitantes.
Se encuentra ubicada al norte de la región Sudeste de Inglaterra, cerca de la frontera con las regiones de Este de Inglaterra y Midlands del Este, al sur de Milton Keynes y al noroeste de Londres.